# Населення Науру
Населення Науру. Чисельність населення країни 2015 року становила 9,5 тис. осіб (225-те місце у світі). Чисельність остров'ян стабільно збільшується, народжуваність 2015 року становила 24,95 ‰ (52-ге місце у світі), смертність — 5,87 ‰ (171-ше місце у світі), природний приріст — 0,55 % (154-те місце у світі) . 

## Природний рух

### Відтворення
Народжуваність у Науру, станом на 2015 рік, дорівнює 24,95 ‰ (52-ге місце у світі). Коефіцієнт потенційної народжуваності 2015 року становив 2,88 дитини на одну жінку (58-ме місце у світі). Рівень застосування контрацепції 35,6 % (станом на 2007 рік). Середній вік матері при народженні першої дитини становив 22,1 року, медіанний вік для жінок — 25—29 років (оцінка на 2007 рік).
Смертність у Науру 2015 року становила 5,87 ‰ (171-ше місце у світі).
Природний приріст населення в країні 2015 року становив 0,55 % (154-те місце у світі).

### Вікова структура

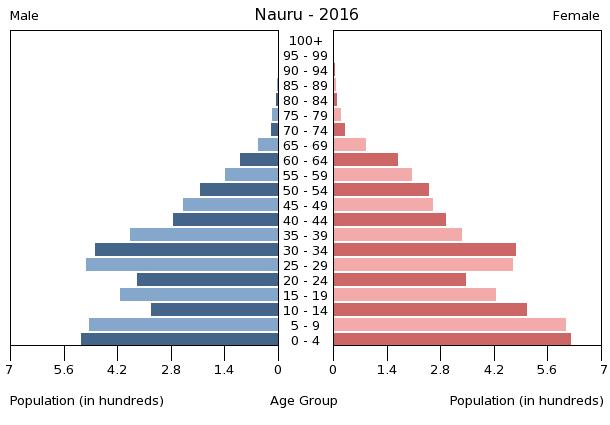
Віково-статева піраміда населення Науру, 2016 рік

Середній вік населення Науру становить 26,1 року (148-ме місце у світі): для чоловіків — 26,5, для жінок — 25,5 року. Очікувана середня тривалість життя 2015 року становила 66,75 року (170-те місце у світі), для чоловіків — 62,64 року, для жінок — 70,19 року.
Вікова структура населення Науру, станом на 2015 рік, виглядає таким чином:
- діти віком до 14 років — 32,45 % (1360 чоловіків, 1736 жінок);
- молодь віком 15—24 роки — 16,13 % (785 чоловіків, 754 жінки);
- дорослі віком 25—54 роки — 43,19 % (2059 чоловіків, 2061 жінка);
- особи передпохилого віку (55—64 роки) — 6,11 % (231 чоловік, 351 жінка);
- особи похилого віку (65 років і старіші) — 2,12 % (78 чоловіків, 124 жінки)[1].

### Шлюбність— розлучуваність
Середній вік, коли чоловіки беруть перший шлюб, дорівнює 21,2 року, жінки — 22,8 року, загалом — 22 роки (дані за 2007 рік).

## Розселення
Густота населення країни 2015 року становила 511,1 особи/км² (25-те місце у світі).

### Урбанізація
Науру надзвичайно урбанізована країна. Рівень урбанізованості становить 100 % населення країни (станом на 2015 рік), темпи зростання частки міського населення — 0,19 % (оцінка тренду за 2010—2015 роки).

### Міграції
Річний рівень еміграції 2015 року становив 13,63 ‰ (218-те місце у світі). Цей показник не враховує різниці між законними і незаконними мігрантами, між біженцями, трудовими мігрантами та іншими.
Науру — член Міжнародної організації з міграції (IOM).

## Расово-етнічний склад
| Етнічний склад (2015 рік) | Етнічний склад (2015 рік) | Етнічний склад (2015 рік) | Етнічний склад (2015 рік) | Етнічний склад (2015 рік) |
| ------------------------- | ------------------------- | ------------------------- | ------------------------- | ------------------------- |
| Етнос:                    |                           |                           | Відсоток:                 |                           |
| науруанці                 | науруанці                 |                           | 58%                       | 58%                       |
| полінезійці               | полінезійці               |                           | 26%                       | 26%                       |
| китайці                   | китайці                   |                           | 8%                        | 8%                        |
| європейці                 | європейці                 |                           | 8%                        | 8%                        |

Головні етноси країни: науруанці — 58 %, інші полінезійці — 26 %, китайці — 8 %, європейці — 8 % населення.

## Мови
| Мови Науру (2012 рік) | Мови Науру (2012 рік) | Мови Науру (2012 рік) | Мови Науру (2012 рік) | Мови Науру (2012 рік) |
| --------------------- | --------------------- | --------------------- | --------------------- | --------------------- |
| Мова:                 |                       |                       | Відсоток:             |                       |
| науруанська           | науруанська           |                       | 93%                   | 93%                   |
| англійська            | англійська            |                       | 50%                   | 50%                   |
| кірибаті              | кірибаті              |                       | 2%                    | 2%                    |
| китайська             | китайська             |                       | 2%                    | 2%                    |

Офіційна мова: науруанська (зникаюча мова) — володіє 93 % населення країни. Інші поширені мови: англійська — 2 % (вільно володіє більше половини населення держави), кірибаті — 2 %, китайська — 2 % (дані на 2011 рік).

## Релігії
| Релігії на Науру (2015 рік) | Релігії на Науру (2015 рік) | Релігії на Науру (2015 рік) | Релігії на Науру (2015 рік) | Релігії на Науру (2015 рік) |
| --------------------------- | --------------------------- | --------------------------- | --------------------------- | --------------------------- |
| Віросповідання:             |                             |                             | Відсоток:                   |                             |
| протестанти                 | протестанти                 |                             | 60.4%                       | 60.4%                       |
| католики                    | католики                    |                             | 33%                         | 33%                         |
| інші                        | інші                        |                             | 3.7%                        | 3.7%                        |
| атеїсти                     | атеїсти                     |                             | 1.8%                        | 1.8%                        |
| агностики                   | агностики                   |                             | 1.1%                        | 1.1%                        |

Головні релігії й вірування, які сповідує, і конфесії та церковні організації, до яких відносить себе населення країни: протестантизм — 60,4 % (конгрегації — 35,7 %, Асамблея Бога — 13 %, Вільна церква Науру — 9,5 %, баптизм — 1,5 %, адвентизм — 0,7 %), римо-католицтво — 33 %, інші — 3,7 %, не сповідують жодної — 1,8 %, не визначились — 1,1 % (станом на 2011 рік).

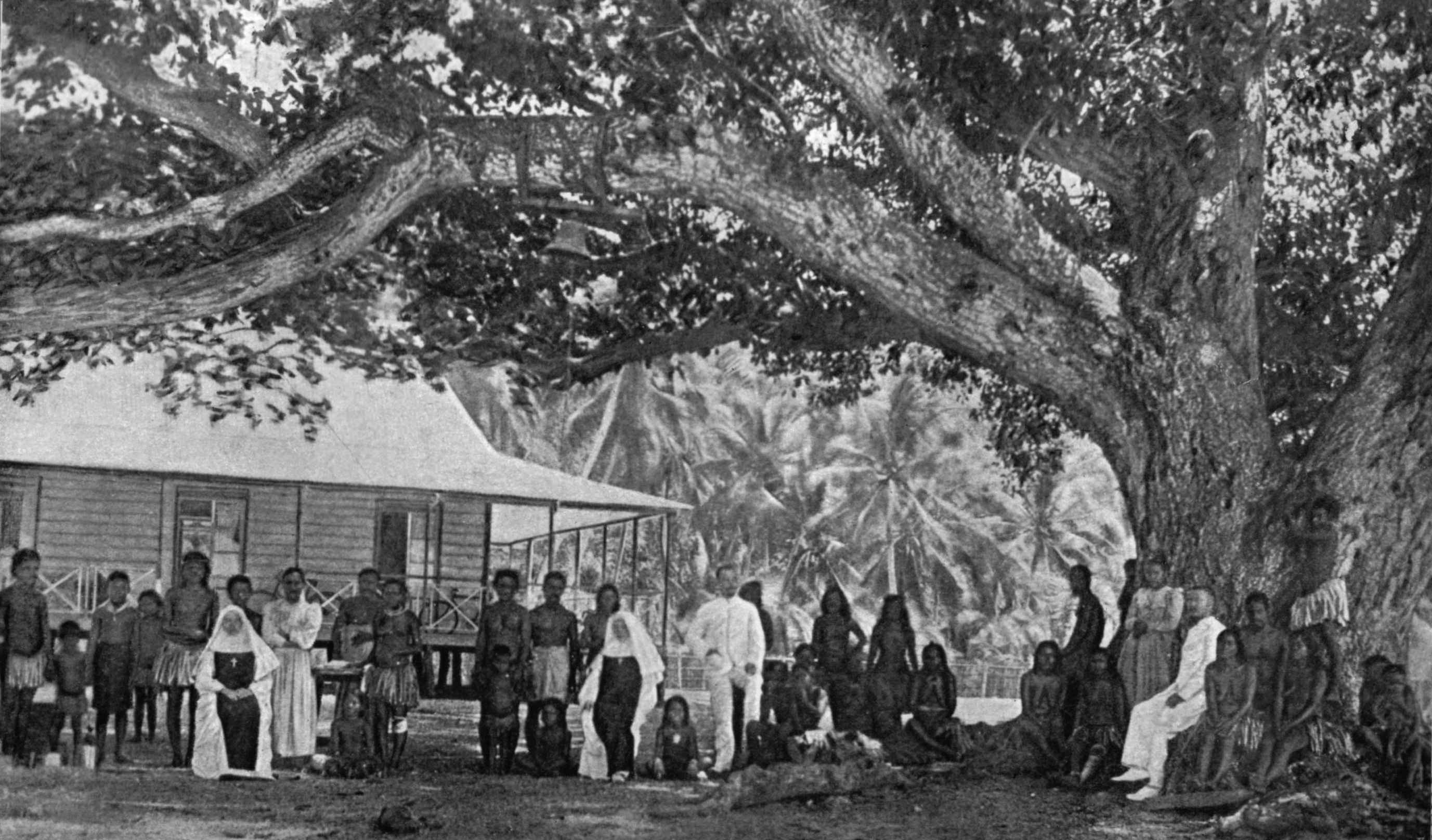
Католицька місія, 1914 рік
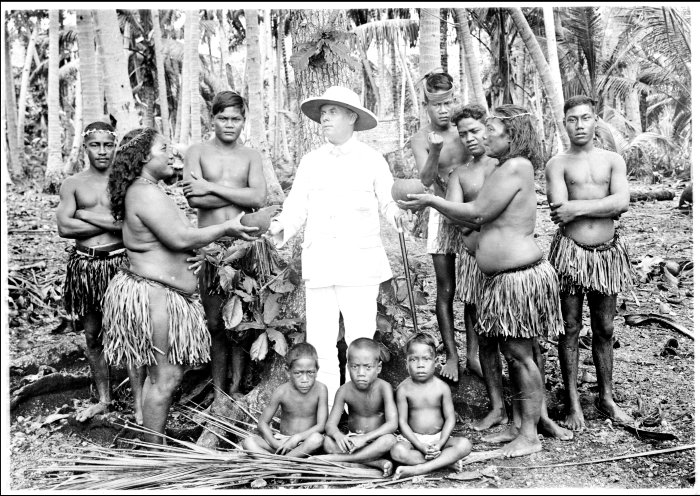
Церемонія зустрічі місіонера, 1917 рік
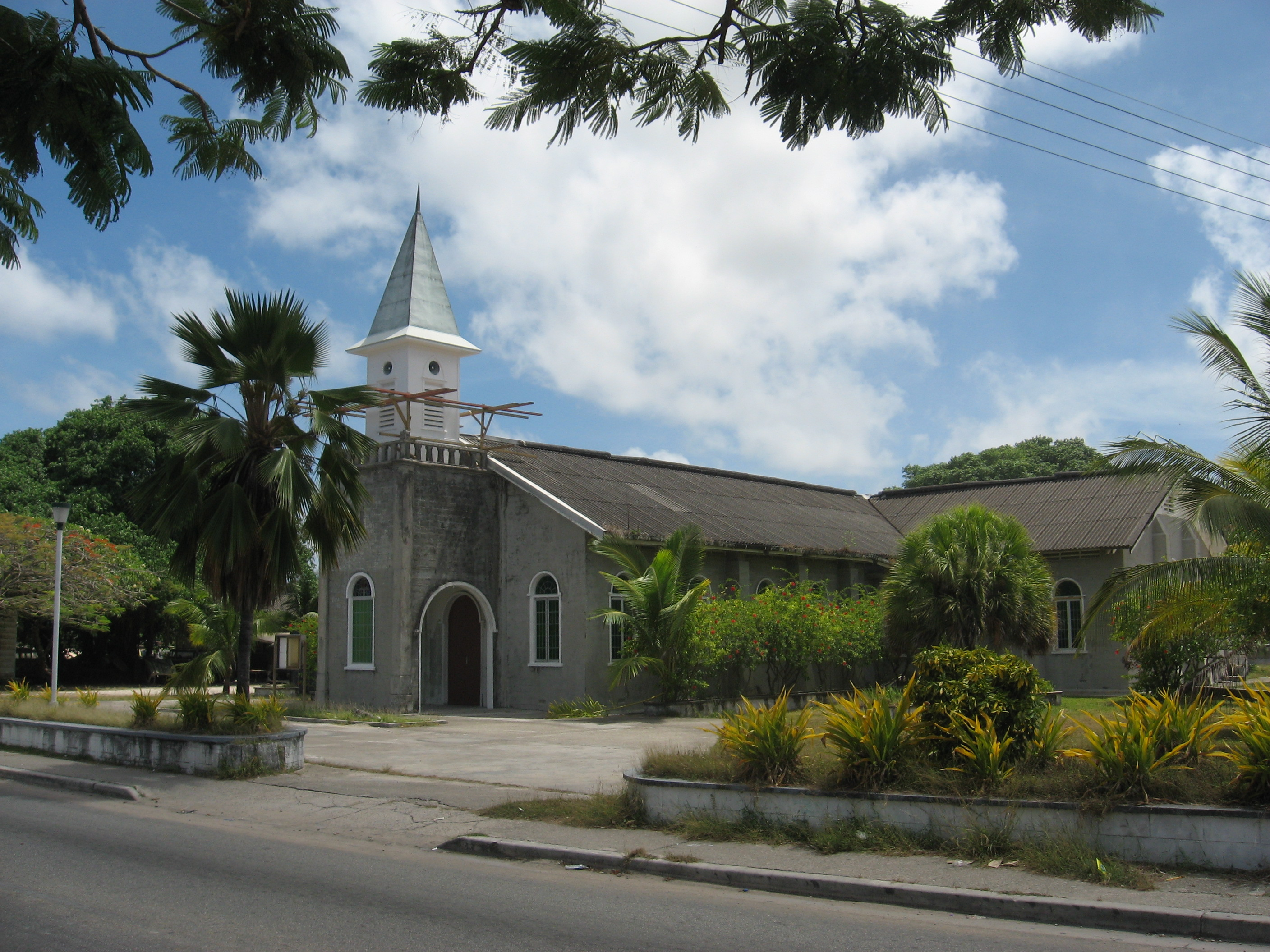
Церква на острові

## Освіта
Рівень письменності 2015 року становив 99 % дорослого населення (віком від 15 років): 99 % — серед чоловіків, 99 % — серед жінок.
Дані про державні витрати на освіту у відношенні до ВВП країни, станом на 2015 рік, відсутні. Середня тривалість освіти становить 9 років, для хлопців — до 9 років, для дівчат — до 10 років (станом на 2012 рік).

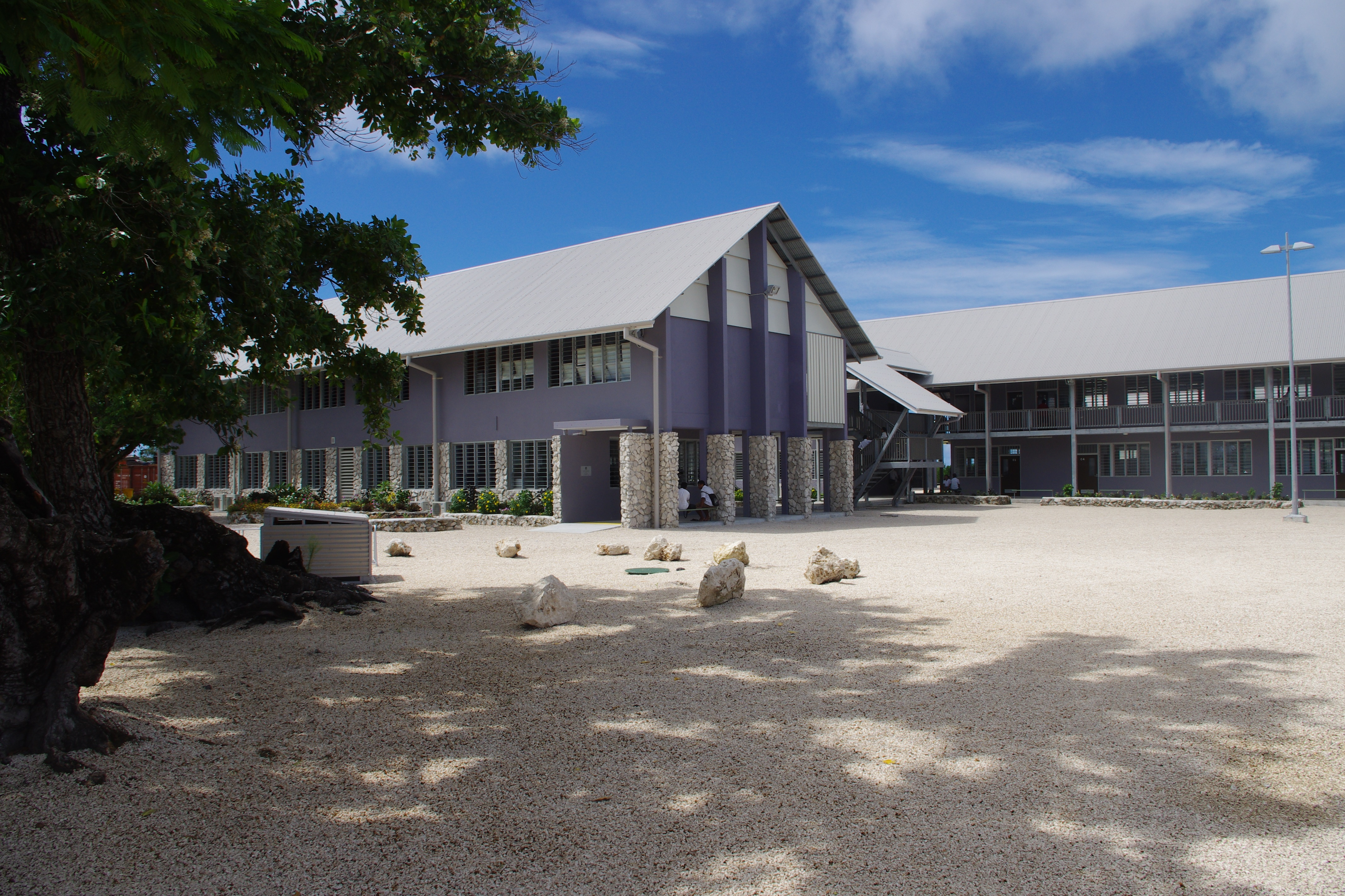
Середня школа, 2010 рік
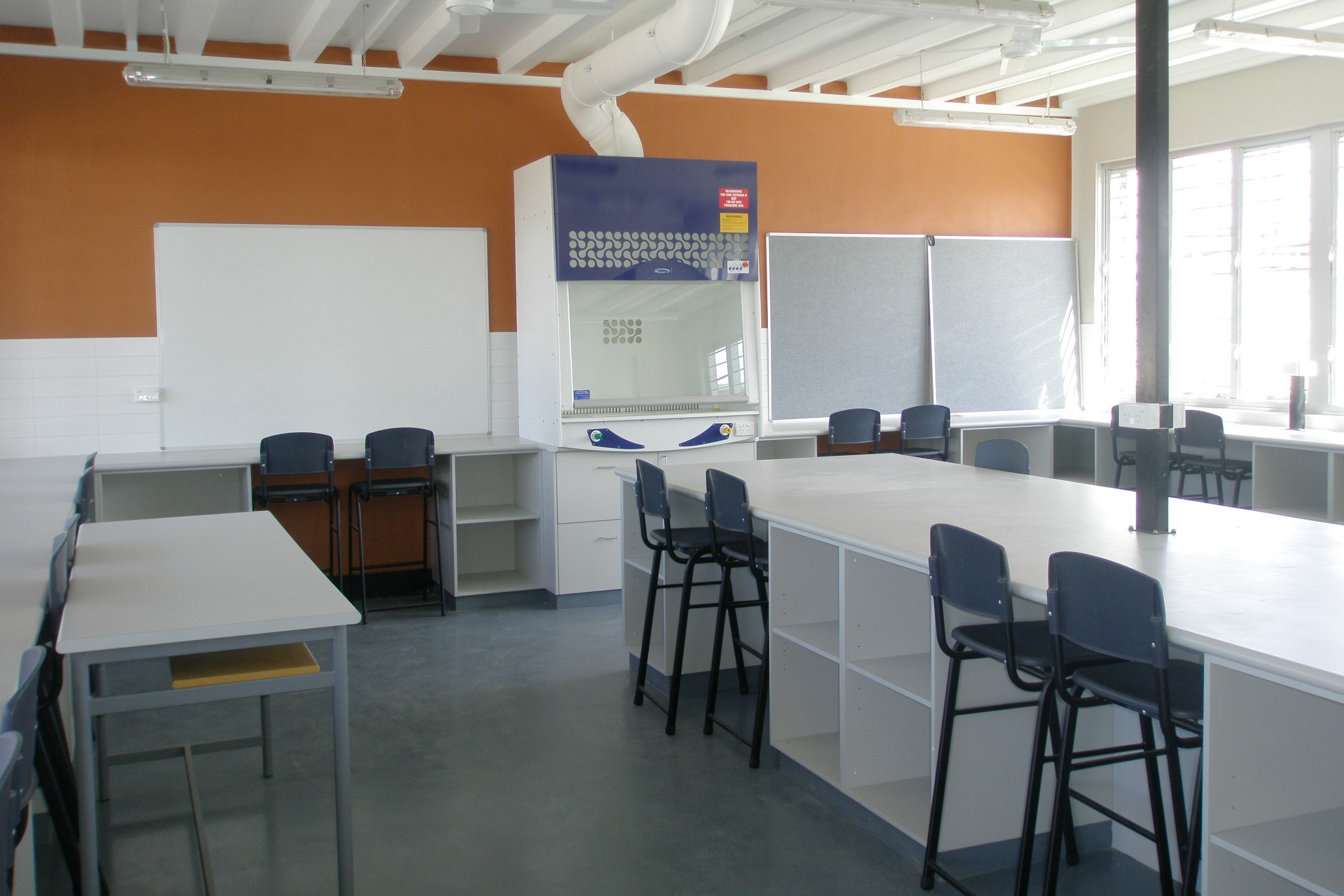
Шкільний клас середньої школи, 2010 рік

## Охорона здоров'я
Забезпеченість лікарями в країні на рівні 0,71 лікаря на 1000 мешканців (станом на 2010 рік). Забезпеченість лікарняними ліжками в стаціонарах — 5 ліжок на 1000 мешканців (станом на 2010 рік). Загальні витрати на охорону здоров'я 2014 року становили 3,3 % ВВП країни (67-ме місце у світі).

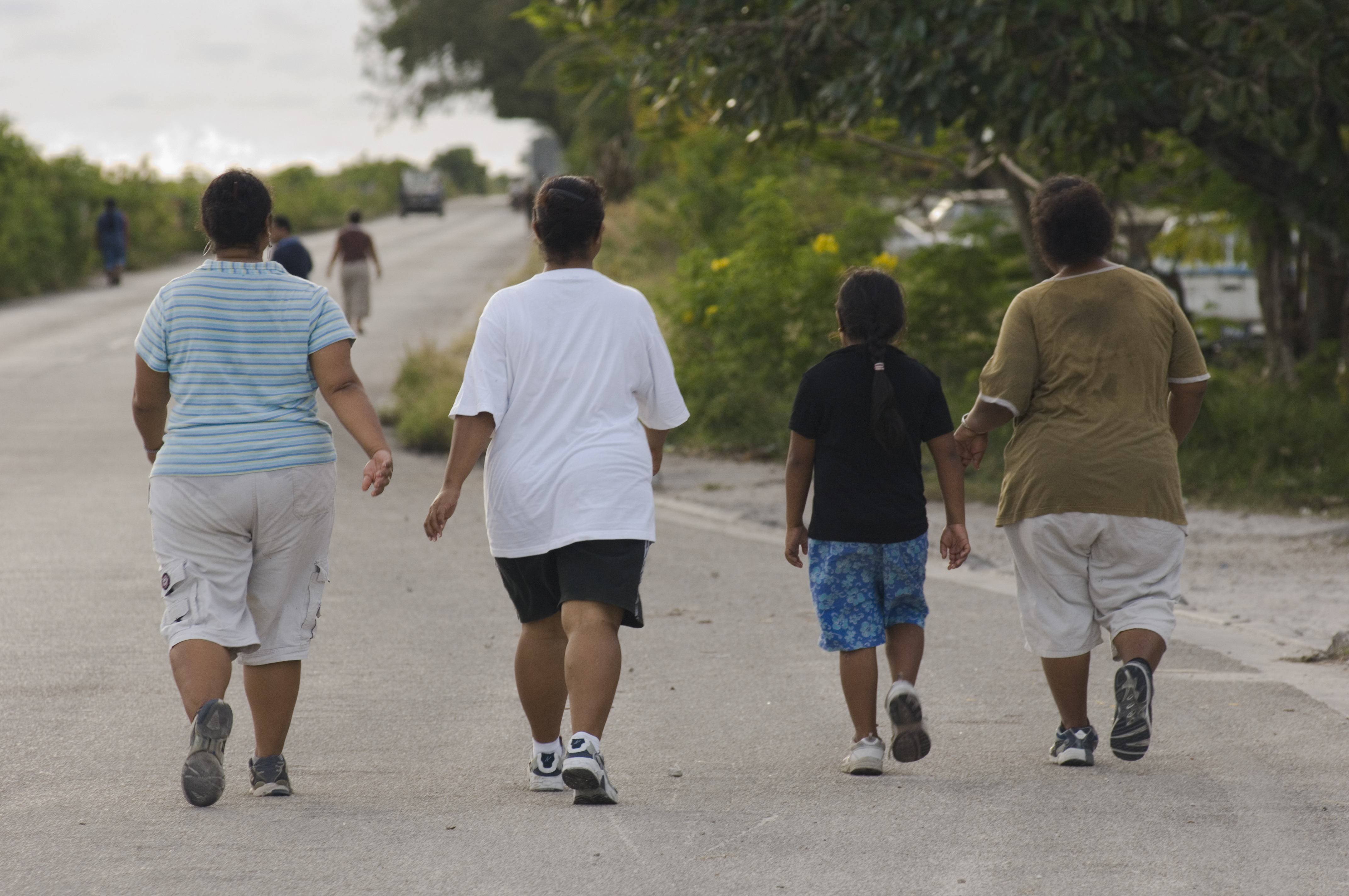
Ожиріння на острові Науру

Смертність немовлят до 1 року, станом на 2015 рік, становила 8,07 ‰ (154-те місце у світі); хлопчиків — 10,34 ‰, дівчаток — 6,17 ‰.

### Захворювання
Кількість хворих на СНІД невідома, дані про відсоток інфікованого населення в репродуктивному віці 15—49 років відсутні. Дані про кількість смертей від цієї хвороби за 2014 рік відсутні.
Частка дорослого населення з високим індексом маси тіла 2014 року становила 45,1 % (2-ге місце у світі); частка дітей віком до 5 років зі зниженою масою тіла становила 4,8 % (оцінка на 2007 рік). Ця статистика показує як власне стан харчування, так і наявну/гіпотетичну поширеність різних захворювань.

### Санітарія
Доступ до облаштованих джерел питної води 2015 року мало 96,5 % в сільській місцевості; загалом 96,5 % населення країни. Відсоток забезпеченості населення доступом до облаштованого водовідведення (каналізація, септик): у містах — 65,6 %, загалом по країні — 65,6 % (станом на 2015 рік). 

## Соціально-економічне становище
Дані про відсоток населення країни, що перебуває за межею бідності, відсутні. Дані про розподіл доходів домогосподарств у країні відсутні. 
Рівень проникнення інтернет-технологій високий. Станом на липень 2015 року в країні налічувалось 5 тис. унікальних інтернет-користувачів, що становило 53,5 % загальної кількості населення країни.

### Трудові ресурси
Статистичні відомості про трудові ресурси 2015 року відсутні. Більша частина економічно активного населення країни зайнята на видобутку фосфатів, в адміністрації острова, освіті, працює в транспортних компаніях. Безробіття 2011 року дорівнювало 23 % працездатного населення, 2004 року — 90 % (175-те місце у світі).

## Кримінал

### Торгівля людьми
Згідно зі щорічною доповіддю про торгівлю людьми (англ. Trafficking in Persons Report) Управління з моніторингу та боротьби з торгівлею людьми Державного департаменту США, уряд Науру докладає значних зусиль у боротьбі з явищем примусової праці, сексуальної експлуатації, незаконною торгівлею внутрішніми органами, але законодавство відповідає мінімальним вимогам американського закону 2000 року щодо захисту жертв (англ. Trafficking Victims Protection Act’s) не повною мірою, країна перебуває у списку другого рівня.

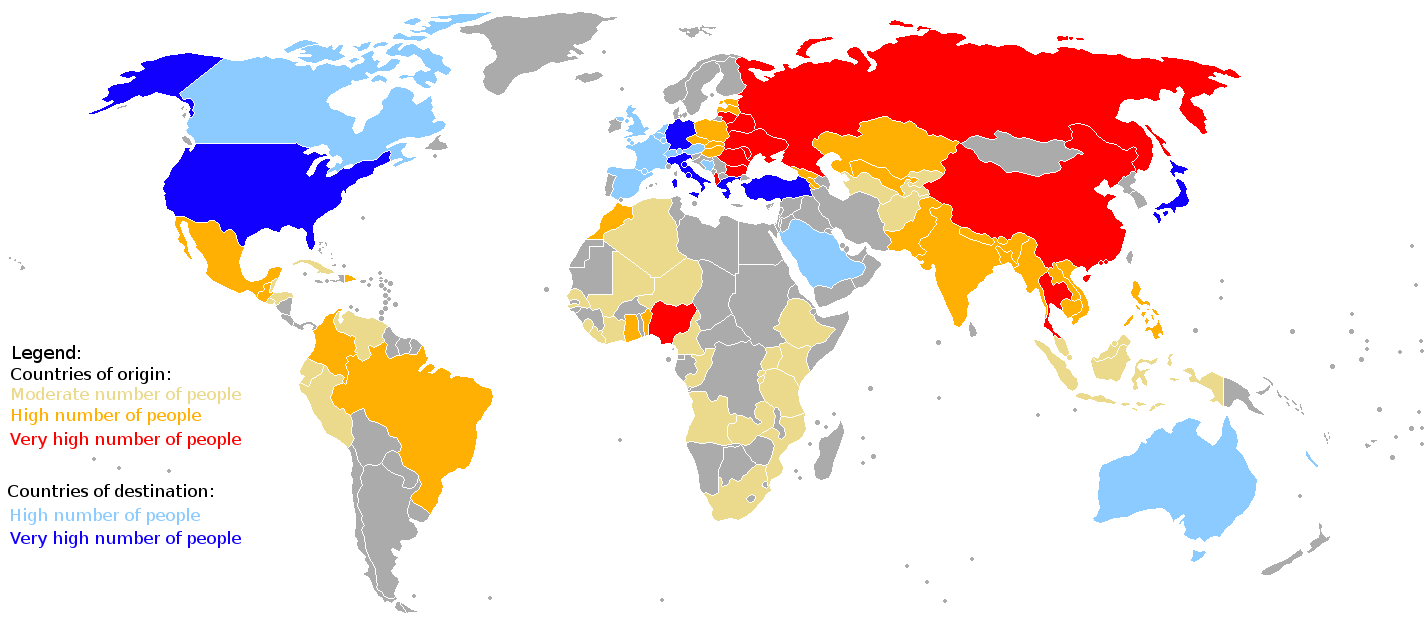
Країни-донори (червоний) і країни-реципієнти кримінальних потоків  (англ.)
Глобальна боротьба з торгівлею людьми (англ.)

## Гендерний стан
Статеве співвідношення (оцінка 2015 року):
- при народженні — 0,83 особи чоловічої статі на 1 особу жіночої;
- у віці до 14 років — 0,78 особи чоловічої статі на 1 особу жіночої;
- у віці 15—24 років — 1,04 особи чоловічої статі на 1 особу жіночої;
- у віці 25—54 років — 1 особи чоловічої статі на 1 особу жіночої;
- у віці 55—64 років — 0,66 особи чоловічої статі на 1 особу жіночої;
- у віці за 64 роки — 0,63 особи чоловічої статі на 1 особу жіночої;
- загалом — 0,9 особи чоловічої статі на 1 особу жіночої[1].

## Демографічні дослідження
Демографічні дослідження в країні ведуться державною установою:
- Статистичне управління Науру (англ. Nauru Bureau of Statistics).

### Українською
- Атлас. 10—11 клас. Економічна і соціальна географія світу / упорядники :  О. Я. Скуратович, Н. І. Чанцева. — К. : ДНВП «Картографія», 2010. — ISBN 978-966-475-639-3.
- Атлас світу / голов. ред. І. С. Руденко ; зав. ред. В. В. Радченко ; відп. ред. О. В. Вакуленко. — К. : ДНВП «Картографія», 2005. — 336 с. — ISBN 9666315467.
- Безуглий В. В. Економічна і соціальна географія зарубіжних країн : Навчальний посібник. — К. : ВЦ «Академія», 2007. — 704 с. — ISBN 978-966-580-239-6.
- Безуглий В. В., Козинець С. В. Регіональна економічна і соціальна географія світу : Навчальний посібник. — видання 2-ге, доп., перероб. — К. : ВЦ «Академія», 2007. — 688 с. — ISBN 966-580-144-9.
- Головченко В. І., Кравчук О. Країнознавство: Азія, Африка, Латинська Америка, Австралія і Океанія. — К., 2006. — 335 с. — ISBN 966-8939-04-2.
- Гудзеляк І. І. Географія населення: Навчальний посібник / І. Гудзеляк. — Л. : Видавничий центр ЛНУ імені Івана Франка, 2008. — 232 с. — ISBN 978-966-613-599-8.
- Дахно І. І. Країни світу: Енциклопедичний довідник / І. І. Дахно, С. М. Тимофієв. — К. : Мапа, 2011. — 606 с. — (Бібліотека нового українця) — ISBN 978-966-8804-23-6.
- Дахно І. І. Економічна географія зарубіжних країн : навчальний посібник. — К. : Центр учбової літератури, 2014. — 319 с. — ISBN 978-611-01-0682-5.
- Джаман В. О. Регіональні системи розселення: демографічні аспекти. — Чернівці : Рута, 2003. — 392 с. — ISBN 9665685988.
- Дорошенко Л. С. Демографія: Навчальний посібник. — К. : МАУП, 2005. — 112 с. — ISBN 966-608-442-2.
- Дубович І. А. Країнознавчий словник-довідник. — 5-те вид., перероб. і доп. — К. : Знання, 2008. — 839 с. — ISBN 978-966-346-330-8.
- Економічна і соціальна географія країн світу. Навчальний посібник / За ред. Кузика С. П. — Л. : Світ, 2002. — 672 с. — ISBN 966-603-178-7.
- Загальна медична географія світу / В. О. Шевченко [та ін.] — К. : [б.в.], 1998. — 178 с.
- Книш М. М., Мамчур О. І. Регіональна економічна і соціальна географія світу (Латинська Америка та Карибські країни, Африка, Азія, Океанія) : навч. посіб. — Л. : ЛНУ ім. Івана Франка, 2013. — 368 с. — ISBN 978-617-10-0007-0.
- Крисаченко В. С. Динаміка населення: Популяційні, етнічні та глобальні виміри. — К. : Видавництво Національного інституту стратегічних досліджень, 2005. — 368 с. — ISBN 966-554-083-1.
- Любіцева О. О., Мезенцев К. В., Павлов С. В. Географія релігій. — К. : АртЕК, 1999. — 504 с. — ISBN 966-505-006-0.
- Масляк П. О. Країнознавство. — К. : Знання, 2007. — 292 с. — (Вища освіта XXI століття)
- Масляк П. О., Дахно І. І. Економічна і соціальна географія світу / П. О. Масляк, І. І. Дахно ; за ред. П. О. Масляка. — К. : Вежа, 2003. — 280 с. — ISBN 966-7091-53-8.

### Російською
- (рос.) Науру // Демографический энциклопедический словарь / главн. ред. Валентей Д. И. — М. : Советская энциклопедия, 1985. — 608 с.
- (рос.) Науру // Страны и народы. Австралия и Океания. Антарктида / Редкол. П. И. Пучков (отв. ред.) и др. — М. : «Мысль». — 301 с. — (Страны и народы) — 180 тис. прим.
- (рос.) Атлас народов мира / Отв. ред. С. И. Брук и В. С. Апенченко. — М. : ГУГК ГГК СССР и Институт этнографии им. Н. Н. Миклухо-Маклая АН СССР, 1964. — 185 с. — 20 тис. прим.
- (рос.) Численность и расселение народов мира. Этнографические очерки / под ред. С. И. Брука. — М. : Издательство АН СССР, 1962. — 487 с.
- (рос.) Лаппо Г. М. География городов: Учебное пособие для географических факультетов вузов. — М. : Туманит, изд. центр ВЛАДОС, 1997. — 476 с. — ISBN 5-691-00047-0.
- (рос.) Ягельский А. География населения. — М. : Прогресс, 1980. — 383 с.